# Compact DVD
Un Compact DVD (abbreviato cDVD) è un formato di videodisco non standard per CD dati di qualsiasi diametro, contenente file paragonabili a quelli usati su un DVD-Video standard, ovvero una cartella VIDEO_TS contenente vari filmati in formato MPEG-2 o MPEG-1 appropriamente adattati con DVD authoring.
È detto anche miniDVD da alcuni autori e da software di masterizzazione, in particolare Nero (non va confuso con il Mini DVD).
Il Compact DVD fu ideato nel 2000, per fronteggiare al boom della popolarità del DVD-Video ma con prezzi ancora elevati per i masterizzatori DVD e relativi dischi registrabili; tuttavia, non essendo un formato previsto da nessuna norma (contrariamente a VCD e SVCD), molti lettori DVD contemporanei non supportano questo formato per limitazioni di firmware e/o di meccanica (il massimo bitrate di un DVD-Video è equivalente alla velocità 9× di un CD).
La Blu-ray Disc Association, su richiesta della Warner Home Video, prese nota della nicchia costituita da questo formato e prevedette per il Blu-ray Disc Movie i formati economici BD5 e BD9, basati rispettivamente sul DVD single layer (DVD-5) e dual layer (DVD-9) piuttosto che sui BD,
ma nonostante la loro esplicita standardizzazione rimasero formati di limitata implementazione e rilevanza commerciale, al punto che il BD9 fu ritirato dallo standard a marzo 2011.